# توپولف تو-۱۱۴
توپولف تو-۱۱۴ (به انگلیسی: Tupolev Tu-114) یک هواگرد ساختِ کارخانهٔ توپولف در کشور اتحاد جماهیر سوسیالیستی شوروی است که در سال ۱۹۵۸–۱۹۶۳ ساخته شد. نخستین استفاده‌کنندهٔ این هواپیما آئروفلوت بوده‌است. این هواگرد برای نخستین بار در ۱۵ نوامبر ۱۹۵۷ میلادی مورد استفاده قرار گرفت.